# 裸体目
裸体目（ Gymnosomata ）是腹足纲中的一個目，共有6個科。裸体目下屬物種主要生活在热带及亚热带海域，少数物種生活在南極、北極海域。 有分子證據表明裸体目与有殼翼足亞目是姐妹群，不過這一推測也有人質疑。